# Slaget vid Borge kyrka
Slaget vid Borge kyrka var ett fältslag mellan svenskar och norrmän i området vid Borge kyrka i Østfold. Slaget stod vid den norra änden av den isbelagda sjön Hunnebotn den 6 februari 1660. Jørgen Bjelke tågade mot Halden med 3 300 man för att stoppa den svenska belägringen, lett av fältmarskalken Lars Kagg. 